# Стоил Антов
Стоил Антов е български революционер, деец на Вътрешната македоно-одринска революционна организация.

## Биография
Стоил Антов е роден в 1877 година в кратовското село Сакулица (или Секулица), което тогава е в Османската империя. Завършва ІІІ курс в педагогическото училище в Кюстендил, България и става учител. Работи дълги години в Кратово, където в 1900 година е начело на околийския революционен комитет на ВМОРО. От учебната 1900-1901 година учителства в Крива паланка. Приемникът му в училището в Кратово, Владимир Карамфилов пише:
| „ | Стоил Антов ми направи впечатлението на неспокоен, но добродушен човек... Турците много пъти са го арестували и изтезавали, но той не е издал нито една организационна тайна. | “ |

След Младотурската революция в 1908 година става деец на Съюза на българските конституционни клубове и е избран за делегат на неговия Учредителен конгрес от Кратово.
Балканската война в 1912 година го заварва учител в Одрин. Властите го арестуват и заточват в Измит.
Умира на 16 март 1934 година в София.